# 三池淵 (平板電腦)
三池淵（：／）是一款朝鮮自行研發，並提供瀏覽區域網路、觀看電子書、玩遊戲、看電視和拍照等功能的平板電腦。該產品於2013年7月於朝鲜境內正式發售，並容許國民和遊客購買。

## 背景
隨著電腦的普及，平壤政府在2003年公佈電腦發展計劃書，並計劃在2023年成為全球主要的軟件大國。2010年代，平板電腦也開始在世界普及起來。同時，為建立科技大國形象，北韓也於2012年9月的朝鮮國際展銷會上表現將會推出一款自行研發的平板電腦，並介紹其功能。此後，該款電子產品在翌年7月面世且正式發售，並命名為「三池淵」。據報，這名稱是為了紀念抗日戰爭。
同時間，一位名為Micheal的外國遊客在一家對外國人開放的餐廳裡以200美元買下了一部三池淵平板電腦。此後，他接受了IT博客作者Martin Williams的訪問，後者將其內容上傳至朝鲜科技網站northkoreatech.org，又為該平板電腦進行特寫，並將其短片上載至YouTube，「三池淵」因而廣為人知。

## 功能
「三池淵」為Android機型的平板電腦，但由於朝鮮不能登上Google（類似於中國大陆），因此這平板電腦並沒有如Gmail和Google手機搜索等軟件。此外，「三池淵」中的部份軟件是由朝鲜自行開發，比如當中的閱讀器應用就標明了朝鮮電腦研究中心的字樣。
此外，為防國民接觸到國外資訊，「三池淵」並沒有設置瀏覽互聯網功能，而是其內聯網系統光明網，也正因如此，這款平板電腦並沒有wifi功能。同時，「三池淵」內還內設多部的電子書，當中包括小學和初中等多部的教科書，也有關於北韓最高領導人金日成等的書籍。
「三池淵」還能接收電視信號，國民可使用接收天線收看國內的幾個電視頻道，包括朝鮮中央電視台和朝鮮教育文化電視台等電視台。同時，這平板電腦還有如Angry Birds、投籃和賽車等遊戲。

## 评价

### 批评与质疑
儘管朝鲜聲稱「三池淵」為其自行研發的平板電腦。然而，不少的輿論皆懷疑該國是否有製作這種電子產品的能力。Northkoreatech.org發表文章指朝鲜根本沒有足够的電子產品制造能力去設計這類型的平板電腦，而其硬件大多是中国及歐美的產物；在軟件方面，「三池淵」也鮮有原創性。
此外，評論還質疑「三池淵」的零售價達200美元，這價錢遠超出於一般國民的收入水平。同時，評價還質疑其國內需求，並指「三池淵」的象徵意義要遠高於其科技意義。
其他的批評聲音還包括Angry Birds是盜版的，還有其粗糙的製作工藝。

### 正面评价
雖然「三池淵」遭到不少質疑，但這平板電腦也有其可取之處，比如可接收電視信號、操作流暢性高和反應速度快。

## 資源來源
1. 1 2 3 4 5 6 7 8 9 10 11 12 13 14  .   [2013-08-18]. （原始内容存档于2013-08-14）.
2. 1 2 3 4 5  .   [2013-08-18]. （原始内容存档于2020-08-09）.
3. ↑  張慧智、李敦球. 《朝鮮﹕神秘的東方晨曦之國》. 68
4. 1 2  .   [2013-08-18]. （原始内容存档于2012-12-31）.
5. 1 2  .   [2013-08-18]. （原始内容存档于2013-08-12）.
6. ↑  .   [2013-08-18]. （原始内容存档于2013-08-04）.

## 外部連結
- 「三池淵」的特寫短片（页面存档备份，存于）